# St. Marien (Olten)

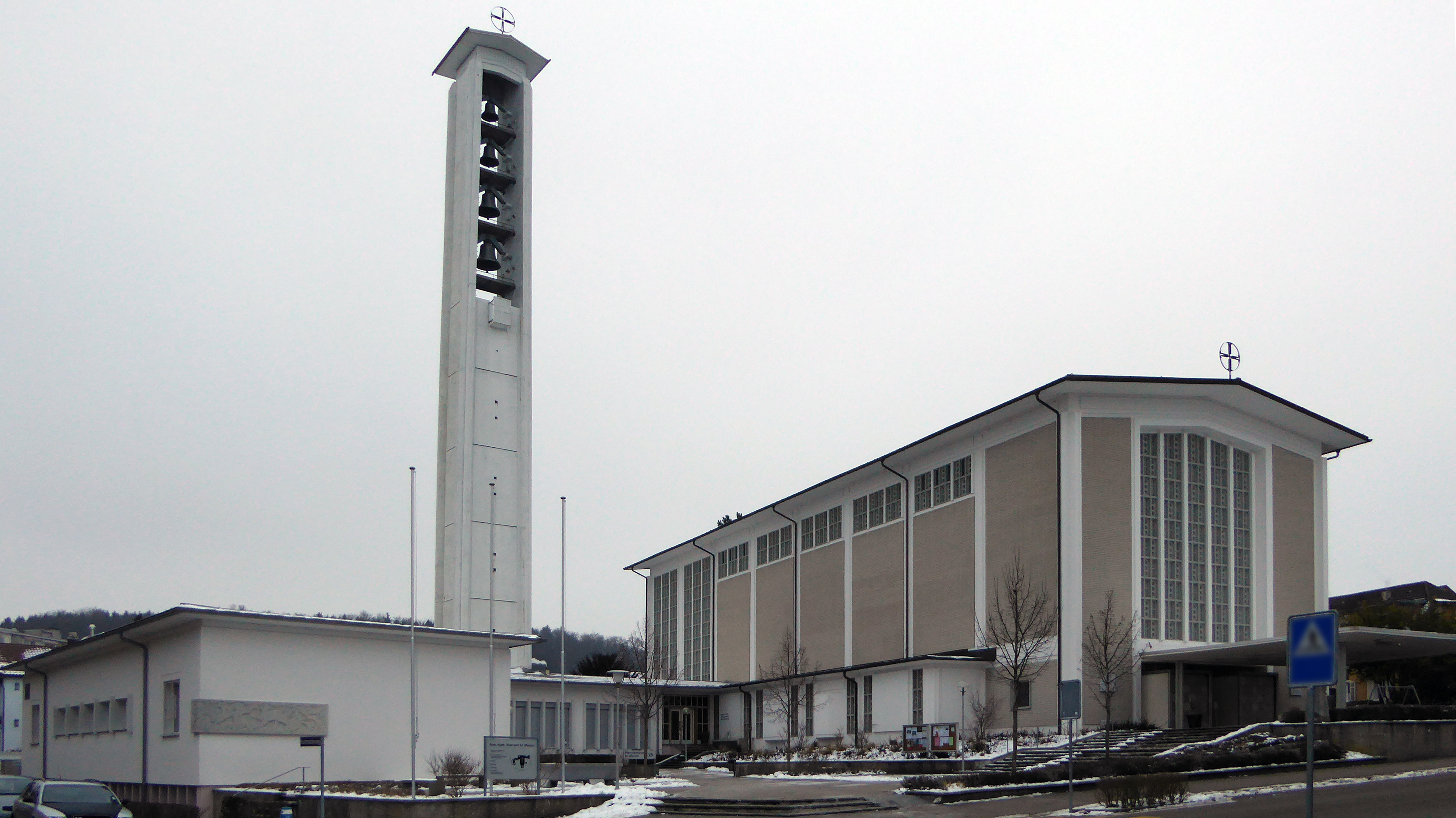
Aussenansicht von der Engelbergstrasse

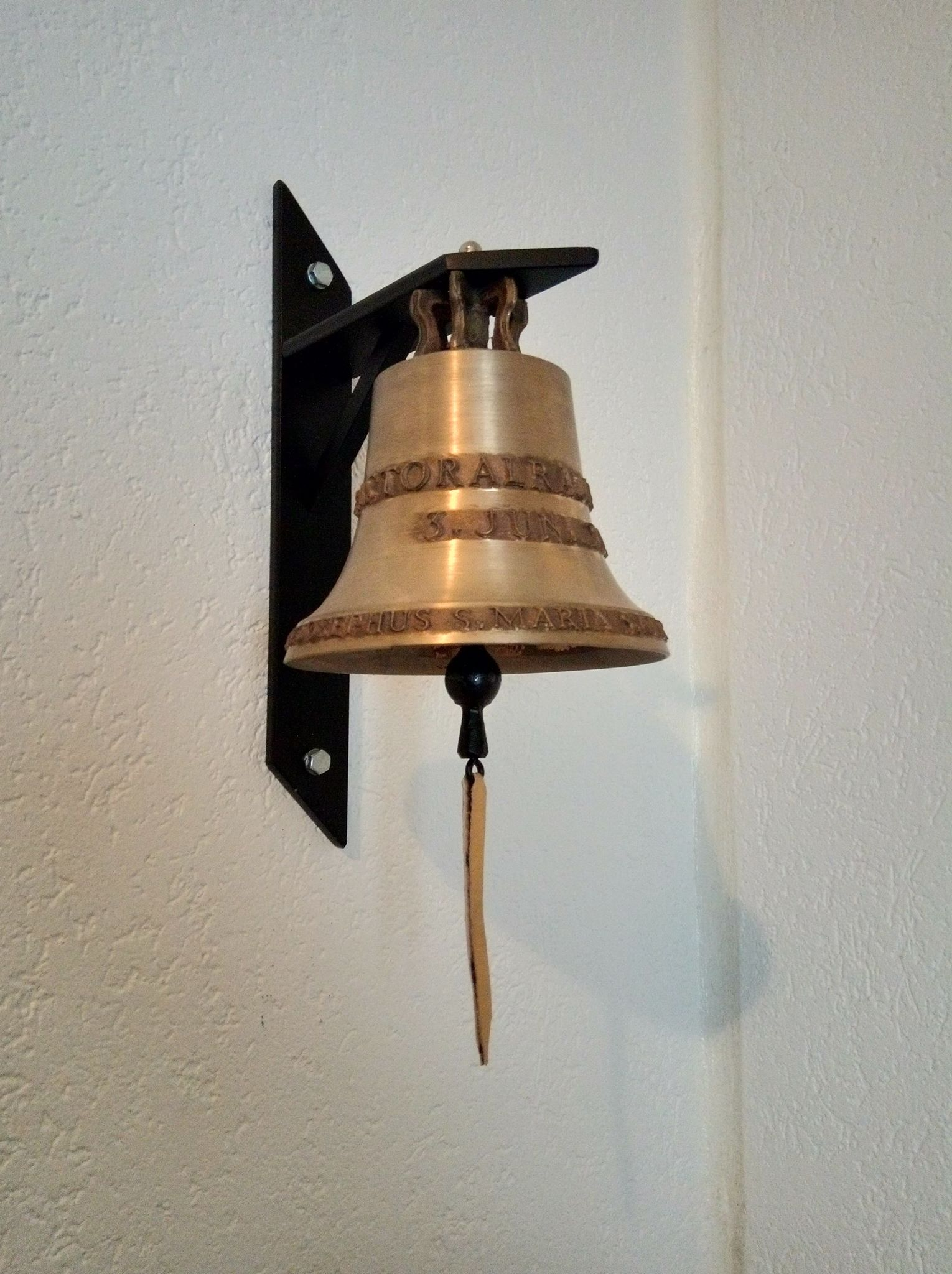
Neue Pastoralraumglocke beim Sekretariat (2022 neben der Sakristei-Tür in der Kirche)

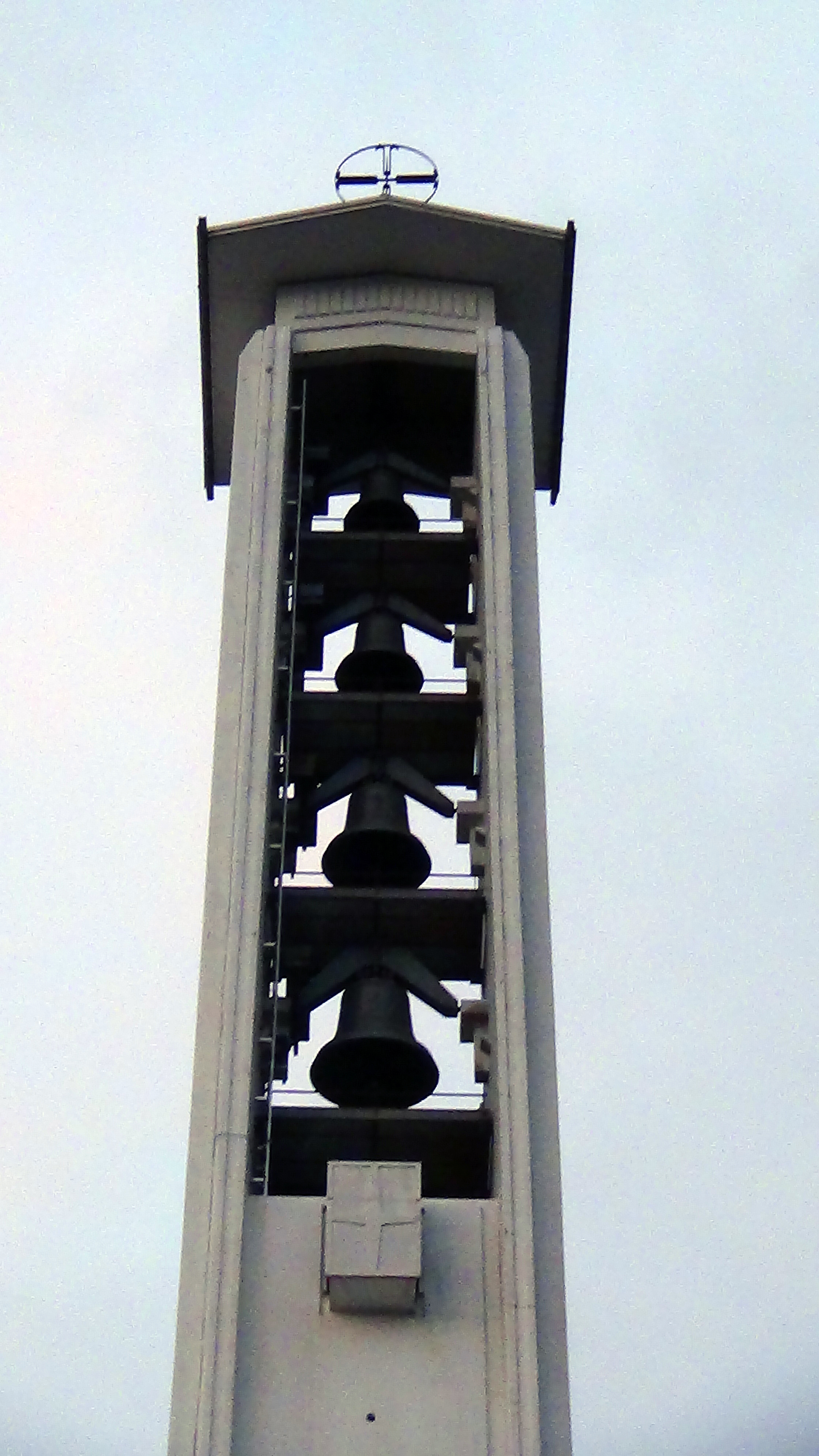
Glockenturm

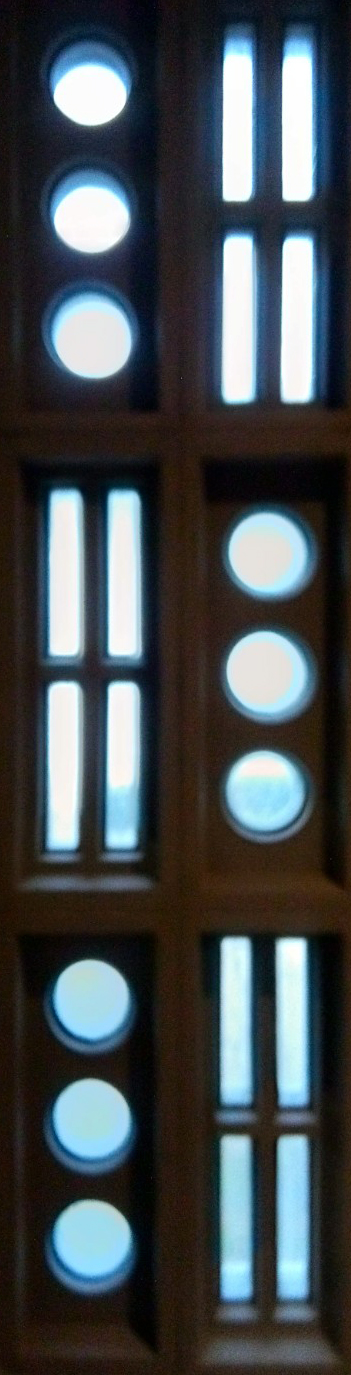
Kirchenfenster

Die römisch-katholische Pfarrkirche St. Marien ist ein ortsbildprägendes Kirchengebäude an der Engelbergstrasse in Olten im Kanton Solothurn in der Schweiz. Die Kirche steht auf der rechten Aareseite im Bifang-Quartier.

## Bau
Der Bau wurde von 1952 bis 1953 nach Plänen des Architekten Hermann Baur aus Basel errichtet. Das Gebäude ist durch eine abgewinkelte Aufgangstreppe erschlossen, der 42 Meter hohe Turm, in dem vier Glocken hängen, steht in der Art eines Campanile etwas abseits. Die Figur auf der Treppe stellt die Gottesmutter dar, sie ist eine Arbeit des Bildhauers Paul Speck. Der Innenraum der Kirche zeichnet sich durch Einfachheit und Klarheit aus. Zentraler Ort ist der Altar, den der Bildhauer Albert Schilling schuf. Die Marienkapelle befindet sich seitlich des Altarraums (links). Sie ist so angeordnet, dass die Sicht auf den Altar frei ist. Über dem Eingang erhebt sich die Sängerempore. Die Orgel ist zu beiden Seiten des Fensters über der Empore angeordnet und wurde im Jahr 1956 von Orgelbau Kuhn mit 28 Registern erbaut. Im Chorraum befindet sich eine 2005 erbaute Truhenorgel von Orgelbauer Fleig aus Basel.
Das Chorwandgemälde stammt vom Künstler Ferdinand Gehr, ebenso wie die Betonglasfenster (Farbwahl) über der Empore und die Glasfenster der Marienkapelle sowie die Feingestaltung des Baldachins, der von Baur selbst entworfen wurde. Für viele war Gehr damals einer der schrecklichsten Künstler, die es gab. Das Fresko in Olten erzeugte ein starkes negatives Echo in der gesamten Deutschschweiz. Gerade nach Gehrs „Skandal“ in Wettingen, wo er die Chorwand bemalte, die so abstrakt wirkte, dass der Bischof von Streng sich sogar weigerte, die Kirche zu weihen, ehe das Bild nicht von der Chorwand verschwunden sei. Man überdeckte es dann mit einem Vorhang. Dies überlegte man sich auch in Olten. Die damals sehr provokante Kirchenmalerei von Gehr sorgte für rote Köpfe sowie mediales Aufsehen und lockte gleichzeitig viele Interessierte nach Olten. Heute ist er einer der bekanntesten Künstler. Er hat Olten eine der wenigen öffentlich zugänglichen Kunstsehenswürdigkeiten von Bedeutung geschenkt.
Die Kirche wird auch als Zwillingsbau der ebenfalls von Hermann Baur von 1948 bis 1951 errichteten Allerheiligenkirche Basel bezeichnet, auch wegen der sehr ähnlich aussehenden Betonlichtkammern und Fensterwerke. Auch der Turm ähnelt sehr jenem der Marienkirche Olten und steht ebenfalls wie ein Campanile etwas abseits vom Hauptgebäude.

## Glocken
Die Glocken, die heute an vier stark gekröpften Jochen bis Mitte 2018 mit Gegengewichtsklöppel (kurz: GGK oder Standard GGK) angebracht sind, erklingen im Gloriamotiv oder: Christ ist erstanden, also die ersten vier Töne der Ostersequenz. Folgende Daten wurden für den Guss der Glocken ausgewählt.
- 1. Glocke, Schlagton des1, Gewicht 2085 kg, Marienglocke, Inschrift: NONS CUM PROLE PIA BENEDICAT VIRGO MARIA (Maria mit dem Kinde lieb, uns allen deinen Segen gib). (Gestiftet von Fräulein Josefine Müller sel. (Glockenfonds), Familie J. Schiblers Erben Olten.)

- 2. Glocke, Schlagton es1, Gewicht 1445 kg, Josefglocke, Inschrift: SANCETE JOSEF PATRONUS MORIENTIUM ORA PRO NOBIS (Heiliger Josef, Patron der Sterbenden bitte für uns). (Gestiftet von Frau und Fräulein Atzli Olten, Herr Dr. J. Atzli, Baumeister Olten.)

- 3. Glocke, Schlagton ges1, Gewicht 896 kg, Bruderklausenglocke, Inschrift: PACIFERI PATRIAE VOX PACIS MUNERA PANDO (Der Heimat schallt aus meinem Munde, des Bruderklauses Friedenskunde). (Gestiftet von Arbeitsgemeinschaft Marienkirche Olten, C. von Arx, Jos. Erne, AG. Jäggi.)

- 4. Glocke, Schlagton as1, Gewicht 605 kg, Schutzengelglocke, Inschrift: REGEM ANGELORUM DOMINUM VENITE ADOREMUS (Den Herrn und König der Engel, kommt lasst uns anbeten). (Gestiftet von Familie Theodor Frey-Bader, Wilerhof, Starrkirch-Wil.)

Alle Glocken wurden 1952 von der Giesserei H. Rüetschi aus Aarau gegossen. Das Gesamtgewicht der vier Glocken beträgt 5000 kg.
2018 wurden die alten Glockenklöppel durch neue Klöppel ersetzt. Der Grund war, dass die alten Klöppel zu hart an den Glocken anschlugen und man Angst hatte, die Glocken könnten dadurch beschädigt werden. Die neuen Klöppel haben kein Gegengewicht mehr. Man entschied sich für Fallklöppel, die nicht nur weicher anschlagen, sondern auch den Klang der Glocken weniger obertönig und schrill klingen lassen.
Ein ähnlich schweres, ebenfalls aus vier Glocken bestehendes Geläute mit der gleichen Tonreihenfolge findet sich auch bei der Allerheiligenkirche in Basel.
Seit der Pastoralraumeröffnung 2017 erklingt zu bestimmten Anlässen noch eine kleine Rüetschi-Glocke, die nur geschlagen werden kann. Sie ist ein Geschenk an den neuen Pastoralraum und wurde am Hauptgottesdienst der Pastoralraumeröffnung vom Bischof von Basel in der St.-Martins-Kirche Olten gesegnet.  Auch der Bischof erhielt eine Glocke.

## St. Marien (Solothurn)
Die neumoderne Kirche St. Marien in Solothurn soll bewusst an die St.-Marien-Kirche in Olten erinnern. Da der Architekt Schütz nicht gegen das Urheberrecht verstossen wollte und seinen eigenen Baustil hatte, konnte er nicht alle Bauteile und Details 1:1 vom Oltner Bau übernehmen.